# إلزيرا دانتاس ماتشادو
إلزيرا دانتاس غونسالفيس بيريرا ماتشادو (15 ديسمبر 1865 - 22 أبريل 1942) ناشطة نسائية برتغالية. من عام 1882 حتى وفاتها في عام 1942، كانت زوجة برناردينو ماتشادو، رئيس الجمهورية البرتغالية مرتين، وعلى هذا النحو، كانت السيدة الأولى للبرتغال من عام 1915 إلى عام 1917 ومرة أخرى من عام 1925 إلى عام 1926.
أسس والدها، ميغيل دانتاس غونسالفيس بيريرا، من فورماريس، باريديس دي كورا، نفسه في ريو دي جانيرو، إمبراطورية البرازيل، كشريك في شركة تجارية، في عام 1860. هناك ، تزوج سيدة برازيلية ، برناردينا دا سيلفا، وكانت إلزيرا دانتاس ابنتهما الوحيدة. توفي برناردينا بعد فترة وجيزة، وعاد ميغيل دانتاس غونسالفيس بيريرا وابنته إلى البرتغال. تزوج والدها مرة أخرى في أبريل 1876، مع ابنة عمه ماريا دي أسونساو غونسالفيس بيريرا.
نشأت إلزيرا في أسرة ثرية، وتلقت تعليمًا شاملاً من قبل معلمين أجانب. تأثر تعليمها بقيم التجديد للتقدم الاقتصادي والفائدة الاجتماعية، مما جعلها بلا شك قد أعدتها لتولي دور الزوجة والأم. ومع ذلك، فقد شاركت في الحركة من أجل تحرير المرأة منذ صغرها.

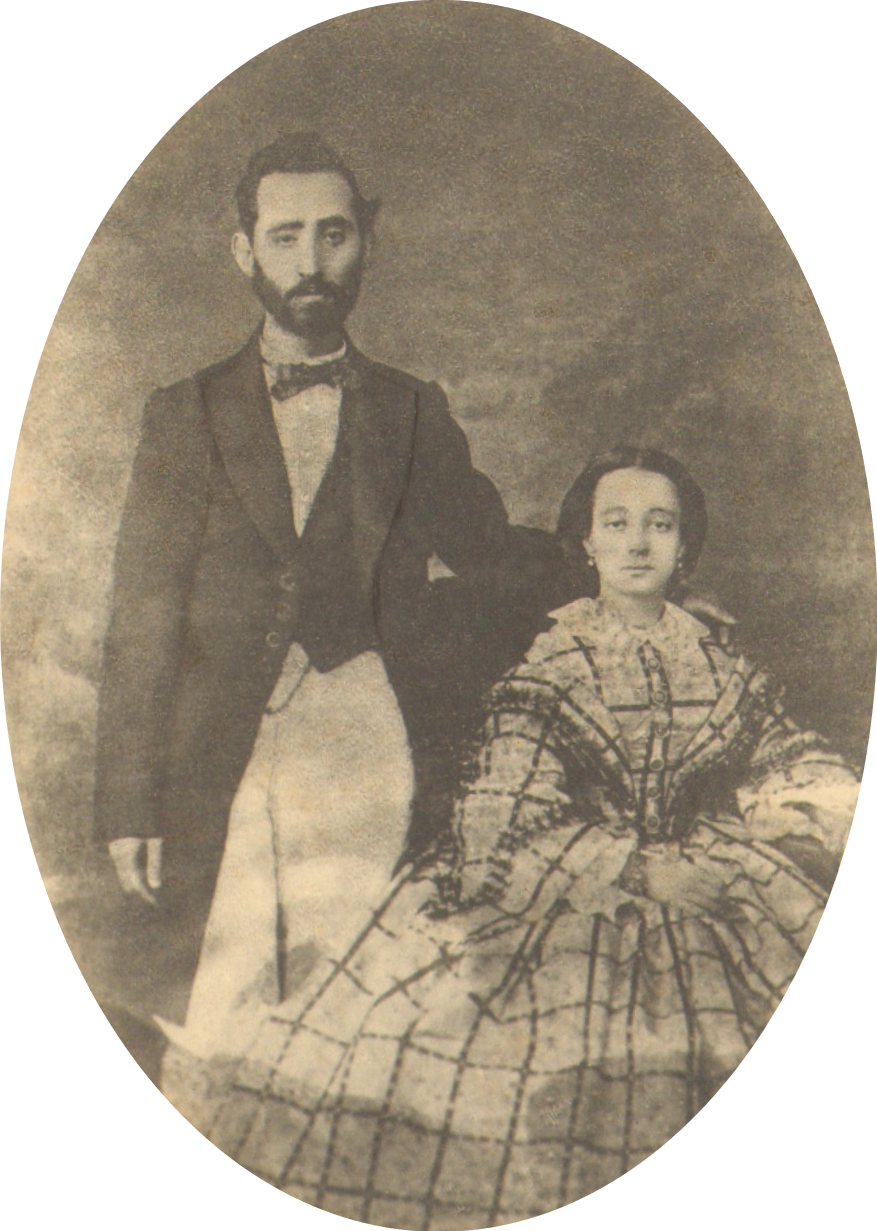
ميغيل دانتاس غونسالفيس بيريرا وبرناردينا ماريا دا سيلفا ، والدا إلزيرا دانتاس ماتشادو

في سن 17، في 19 يناير 1882، تزوجت من برناردينو ماتشادو، الذي كان حينها أستاذًا شابًا في جامعة كويمبرا. في السنوات التالية، كان للزوجين ما مجموعه تسعة عشر طفلاً. كان زوجها آنذاك قد بدأ مسيرته السياسية مع حزب التجديد، ولكن بعد أن خدم كعضو في البرلمان ووزير في الحكومة لفترة وجيزة، أصيب بخيبة أمل من المؤسسة الملكية وانضم إلى الحزب الجمهوري البرتغالي. من خلال زوجها، تقابلت إلزيرا دانتاس ماتشادو مع العديد من المفكرين الجمهوريين والنسويين البارزين، مثل أليس بيستانا وآنا دي كاسترو أوسوريو وماريا فيليدا وكارمن دي بورغوس.
في عام 1909، كانت واحدة من مؤسسي الرابطة الجمهورية للنساء البرتغاليات، والتي تخلت عنها بعد ذلك لجمعية الدعاية النسوية.
بعد الإطاحة بالنظام الملكي عام 1910، شغل زوجها عدة مناصب مهمة؛ وزيراً للحكومة، وسفيراً، ووزيراً لفترة وجيزة عام 1914، رئيساً للوزراء. في عام 1915 ، تم انتخاب زوجها رئيسًا للجمهورية. مع بداية الحرب العالمية الأولى ومشاركة البرتغال في الصراع، ساعدت إلزيرا دانتاس ماتشادو في إنشاء الحملة الصليبية للمرأة البرتغالية في عام 1916، بهدف مساعدة الجنود وعائلاتهم. في ديسمبر 1917 ، قام المجلس العسكري الثوري بقيادة سيدونيو بايس بانقلاب أطاح بالحكومة بقيادة رئيس الوزراء كوستا والرئيس ماتشادو. إلزيرا دانتاس رافقت زوجها في المنفى في فرنسا.
عادوا إلى البرتغال في فبراير 1919، بعد اغتيال بايس. في ذلك العام، في 12 يونيو، منح الرئيس كانتو إي كاسترو إلزيرا دانتاس ماتشادو صليبًا كبيرًا من وسام المسيح
انتخب زوجها رئيساً للمرة الثانية في عام 1925. وبحلول ذلك الوقت ، كان الانهيار السياسي للجمهورية البرتغالية الأولى يتفاقم، وفي مايو 1926، أدى الانقلاب العسكري إلى بدء نظام ديكتاتوري. إلزيرا دانتاس ماتشادو رافقت زوجها مرة أخرى في المنفى في فرنسا وإسبانيا. خلال الحرب العالمية الثانية وسقوط فرنسا في عام 1940، سمحت حكومة سالازار لعائلة ماتشادوس بالعودة إلى البرتغال.
توفيت إلزيرا دانتاس ماتشادو عام 1942، في مستشفى الرهبنة الثالثة للقديس فرانسيس في بورتو.

## تكريمها

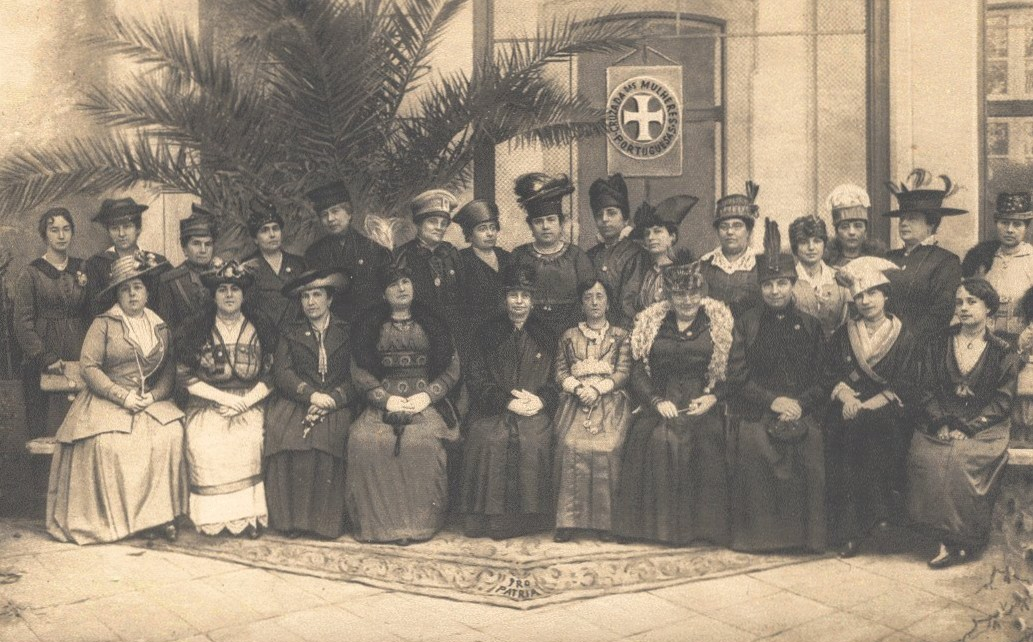
أعضاء الحملة الصليبية النسائية البرتغالية: إلزيرا دانتاس ماتشادو هي المرأة في الصف الأمامي ، والخامسة من اليمين إلى اليسار.

وسام المسيح الصليب الأكبر لأمر المسيح (12 يونيو 1919).